# レンゲイワヤナギ
レンゲイワヤナギ（蓮華岩柳、学名：Salix nakamurana）は、高山帯に生育するヤナギ科ヤナギ属の落葉矮低木である。

## 特徴
樹高は10〜30cm程度の落葉矮小低木。枝は匍匐し小群落を作る。雪解け後に2〜5cm程度の楕円形の葉を出す。葉は全縁または緩い鋸歯を持つ。若葉のうちは2〜4mm程度の柔毛が密生するが、成葉には毛がなくなり光沢を持つ。花期は7月。雌雄異株で、枝先に雄花穂は3〜5cm程度の尾状花序をつける。

## 分布
北海道に分布する集団はエゾノタカネヤナギと呼ばれ、利尻、礼文、大雪山系、夕張山系等に分布。ほぼ同一範囲に自生するヒダカミネヤナギは若干小型であるが、風衝地に適応した地域型の可能性がある。
南北アルプスの高山帯に自生する集団はレンゲイワヤナギ、タカネイワヤナギ等と呼ばれる。

## 保全状況評価
亜種エゾノタカネヤナギ Salix nakamurana subsp. yezoalpina
絶滅危惧IB類 (EN)（環境省レッドリスト）
山形県版レッドデータブックでは絶滅危惧I類、岩手県版レッドデータブックでは準絶滅危惧種
亜種ヒダカミネヤナギ Salix nakamurana subsp. kurilensis
絶滅危惧II類 (VU)（環境省レッドリスト）
北海道版レッドデータブックでは絶滅危惧I類